# Gorănești, Argeș
Gorănești este un sat ce aparține orașului Topoloveni din județul Argeș, Muntenia, România.